# Fredsbergs distrikt
Fredsbergs distrikt är ett distrikt i Töreboda kommun och Västra Götalands län. 
Distriktet ligger norr om Töreboda. 

## Tidigare administrativ tillhörighet
Distriktet inrättades 2016 och utgörs av en del av området som Töreboda köping omfattade till 1971, delen som före 1952 utgjorde Fredsbergs socken.
Området motsvarar den omfattning Fredsbergs församling hade vid årsskiftet 1999/2000.